# Canal Rambler

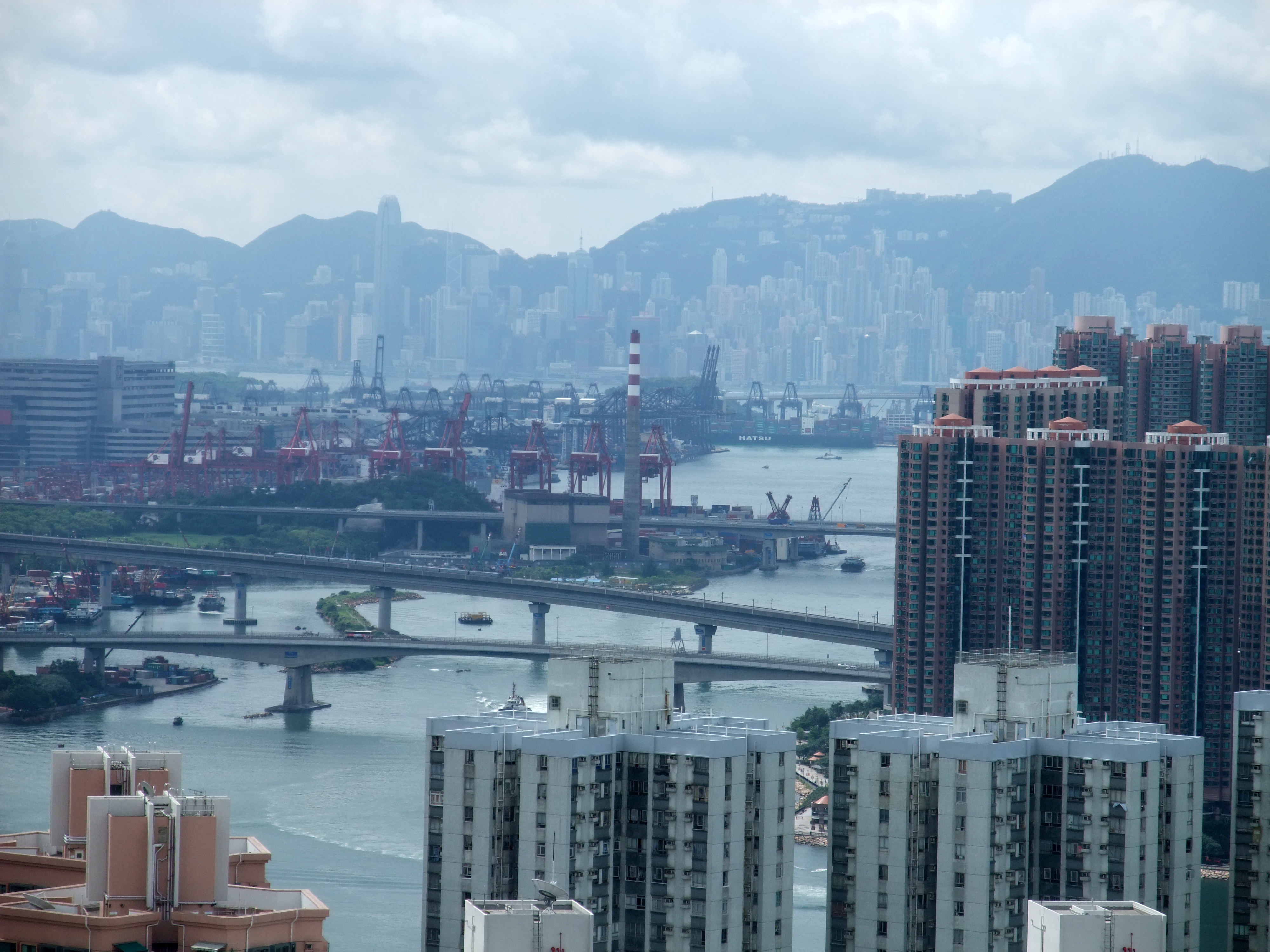
El canal Rambler

El canal Rambler (del inglés: Rambler Channel); en chino tradicional, 藍巴勒海峽; en chino simplificado, 蓝巴勒海峡; pinyin, Lánbālè Hǎixiá es un canal marino localizado en Hong Kong que separa la isla de Tsing Yi de la parte continental de la península de Kowloon, es decir, Tsuen Wan y Kwai Chung, en los Nuevos Territorios. El canal tiene 900 metros en su punto más ancho.
Históricamente, el canal fue conocido como Tsing Yi Mun (青衣門) y Tsing Yi Channel (青衣海峽; en pinyin: Qīngyī Hǎixiá).
La costa del canal ha cambiado rápidamente en las últimas décadas, debido al desarrollo de la Nueva Ciudad de Tsuen Wan y del puerto de contenedores de Kwai Chung.  Antes de la amplia operación recuperación de tierras ganadas al mar,  en la orilla oriental del canal se encontraba la bahía Gin Drinkers y en la costa coccidentla la bahía Tsing Yi. Tres pequeñas islas (Nga Ying Chau, isla Pillar y Mong Chau) se localizan en el canal.

## Transporte

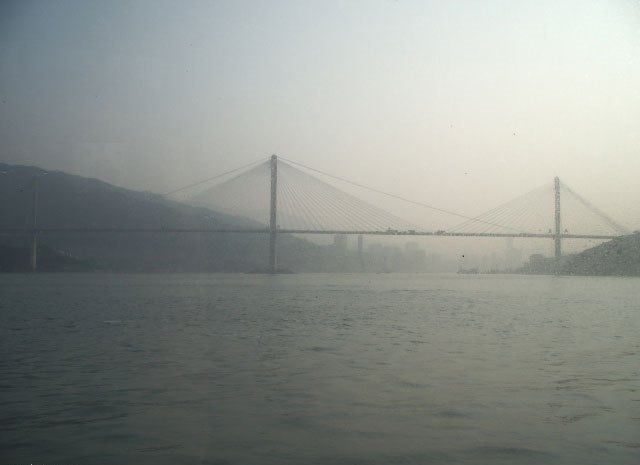
Puente Ting Kau (2004), que cruza el canal Rambler

Seis puentes de carretera y un puente ferroviario cruzan el canal:
- el puente Ting Kau, que conecta la isla de Tsing Yi con la carretera Tuen Mun y el túnel de Tai Lam;
- el puente Tsing Tsuen,  habitualmente conocido como el puente de Tsing Yi Norte;
- el puente Tsing Lai, el único puente de ferrocarril, utilizado por el sistema d metro MTR;
- el puente Cheung Tsing, que forma parte de la carretera Tsing Kwai  (Ruta 3), enlazando con el túnel Cheung Tsing;
- el puente Tsing Yi, habitualmente conocido como el puente de Tsing Yi Sur;
- el puente Kwai Tsing, habitualmente conocido como el segundo puente de Tsing Yi Sur;
- el puente Stonecutters,  que conecta la isla de Tsing Yi con la isla Stonecutters y que en desde el año 2009 es el segundo puente atirantado más largo del mundo.